# NGC 7128
NGC 7128 (również OCL 218) – gromada otwarta znajdująca się w gwiazdozbiorze Łabędzia. Odkrył ją William Herschel 14 października 1787 roku. Jest położona w odległości ok. 7,5 tys. lat świetlnych od Słońca.